# Oblast' degli Urali
L''oblast' degli Urali (in russo Уральская область?, Ural'skaja oblast) era un'oblast' (provincia) dell'Impero russo. Corrispondeva grosso modo alla maggior parte dell'odierno Kazakistan occidentale. Fu creata dai territori dell'ex Khanato di Kazach.

## Demografia
Nel 1897, 684.590 persone popolavano l'oblast'. I kazaki costituivano la maggioranza degli abitanti. Minoranze significative erano costituite da russi e tatari. Il totale degli abitanti di lingua turca era 478.695 (74,2%).

## Gruppi etnici nel 1897
| TOTALE | 645.121 | 100%  |
| ------ | ------- | ----- |
| Kazaki | 460.173 | 71,3% |
| Russi  | 160.894 | 24,9% |
| Tatati | 17.809  | 2,8%  |